# NU'EST
NU'EST (coréen : 뉴이스트 ; acronyme de New Establish Style Tempo) est un boys band sud-coréen créé en 2012 par le label Pledis Entertainment. Le groupe est composé de cinq membres : JR, Aron, Minhyun, Baekho et Ren. Leur style musical est surnommé « l'électro urbain ». 
En février 2022, Pledis Entertainment annonce que le groupe, qui arrive à la fin de son contrat, a décidé de se séparer après la sortie de son dernier album intitulé Needle & Bubble et qui sort le 15 mars 2022.

## Biographie

### 2011: Débuts
Avant de faire leurs débuts officiels, tous les membres sont apparus en tant que danseurs dans le clip du single Wonder Boy du girl group After School. Ils ont également participé aux lives de ce titre. JR a par la suite fait un featuring avec UEE (des After School) sur la chanson Sok Sok Sok. JR a plus tard été surnommé Bangkok Boy après avoir fait un duo avec After School sur le single Bangkok City, tandis que Minhyun a joué dans le clip Shanghai Romance. Baekho apparaît dans le clip du single Play Ur Love de nouveau des After School.
NU'EST commence alors sa carrière par un featuring avec Son Dambi et After School sur la chanson Love Letter. Ils apparaissent dans différentes émissions de télévision pour promouvoir le single.
Ils font une deuxième apparition avant leurs débuts officiels au SBS Gayo Daejun le 29 décembre 2011, sur une danse shuffle avec After School.

### 2012: débuts officiels et carrière
Le 16 janvier 2012, Pledis Entertainment révèle le visage du leader de NU'EST, celui de JR. Le jour suivant, les visages de Minhyun et Aron sont révélés. Le 19 janvier 2012, Pledis présente les visages des deux derniers membres, ceux de Baekho et Ren. Il est plus tard révélé que le nom de scène de Baekho a été donné par UEE.
Le 15 mars 2012, le groupe fait ses débuts officiels avec le single Face, de nombreuses publicités sont diffusées dans les rues de Séoul. La chanson a pour but de dévoiler qu'il y a de l'intimidation dans beaucoup d'universités, montré à travers le clip. Une semaine après, le MV est enfin dévoilé. Il est révélé par la suite que la chanson a été composée par le compositeur suédois Daniel Bergman. Les membres commencent la promotion du single en apparaissant dans l'émission M! Countdown le 15 mars 2012.
Le 19 mars 2012, NU'EST est mis en vedette dans leur propre show intitulé Making of a Star : NU'EST, Landing Operation. Le but est de récolter le plus de fans en allant dans différentes régions de la Corée du Sud.
Le 27 juin 2012, Pledis Entertainment annonce que le come-back des NU'EST est prévu pour mi-juillet. Le 1er juillet, le groupe révèle qu'ils seront bientôt de retour avec un mini-album intitulé Action. En effet, l'album sort le 11 juillet.
Le 24 août, NU'EST assiste à la 2012 K-Pop Contest dans l'Université de Nouvelle-Galles du Sud à Sydney, et interprète à l'occasion les chansons Face, Action et Not Over You.
Le 15 octobre 2012 le groupe sort son nouveau single, Sandy. Ils abandonnent pour celui-ci le style electropop et se concentre plutôt sur le registre pop/ballade.
Le 21 novembre 2012, NU'EST est allé en Malaisie pour participer au SHOUT! AWARDS 2012. Ils ont présenté les clips-vidéos de leurs singles Face et Action.
Le 9 décembre, ils partent pour le Japon et effectue un mini-concert de seulement 10 minutes.

### 2013 - 2014:Hello,Sleep Talking,Re:BIRTHet débuts auJapon
Le 10 janvier 2013, Pledis Entertainment a révélé que le groupe serait de retour avec un nouvel album en février.
Le 28 janvier 2013, NU'EST annonce la date de leur comeback pour le 13 février, et les photos teasers de JR et Ren sont révélées ce jour. Le 30 janvier, NU'EST dévoile les photos teasers de Baekho, Aron, et Minhyun pour leur 2e mini-album. L'édition spéciale de l'album s'intitule The Moments, et est sortie le 13 février 2013 avec un DVD et un livre de 200 photos de leurs voyages en Australie et en Amérique. Leur second mini-album, Hello, est sorti avec cinq pistes le 13 février 2013, ainsi que le clip du single éponyme ce même jour.
Le groupe, en vue de la sortie de leur troisième mini-album, sort le 19 août 2013 un teaser du clip de leur single phare Sleep Talking. Le clip à l'intégralité est dévoilé au public le 22 août 2013, ainsi que l'album éponyme, Sleep Talking.
Le 9 juillet 2014, le groupe sort son 1er album intitulé Re:BIRTH avec Good Bye Bye comme chanson principale.
De plus, ils débutent au Japon avec le single Shalala Ring.

### 2015 - 2016: Promotions japonaises,Q IsetCanvas
NU'EST sort le single I'm Bad le 27 février 2015, avec une édition limitée le 15 mars pour célébrer leur troisième anniversaire. À cause de problèmes de santé, Baekho n'a pas pris part à ce titre.
Le groupe réalise son premier showcase le 3 mai 2015 à Dallas aux États-Unis.
Par la suite, ils continuent leur promotion japonaise en sortant le single Nanananamida le 20 mai 2015. En fin d'année, le 18 novembre 2015, ils sortent leur premier album japonais Bridge the World.
Le 17 février 2016 marque leur comeback en Corée du Sud avec leur quatrième mini-album intitulé Q Is avec le single Overcome comme chanson principale .
La même année, NU'EST sort son cinquième mini-album le 29 août 2016. Le mini-album est intitulé Canvas avec le titre Love Paint comme chanson phare. À la suite de cette promotion, pour la première fois de leur carrière ils ont été nominés dans l'émission musicale The Show.

### 2017 - 2018: Moments difficiles,Produce 101 saison 2et NU'EST W
En 2017, leur carrière est au plus bas, les albums précédents réalisent de mauvais de chiffres, il devient de plus en plus probable que le groupe va devoir se séparer.
Afin de relancer la carrière des membres du groupe leur maison de disque inscrit JR, Ren, Minhyun, Baekho à une émission de télé-réalité musicale Produce 101 saison 2. Cette émission a pour finalité de créer un groupe temporaire constitué de onze membres sur 101 candidats retenus. Grâce à leur participation, on remarque en regain de popularité pour le groupe ainsi que pour les albums tels que Q Is ou Canvas. Lors du dernier épisode, il est annoncé que Minhyun termine en 9e position ce qui lui permet d'intégrer le groupe Wanna One avec qui il performera pendant un an et demi. JR, Ren, Baekho ainsi que Aron vont désormais constituer un groupe de quatre sous le nom de NU'EST W (W = Wait), en attendant le retour de Minhyun au sein du groupe.
Le 10 octobre 2017, NU'EST W sort son premier mini-album W, Here avec le single Where You At comme chanson principale. Leur comeback est très bien accueilli par le public, pour la première fois depuis leur début ils gagnent la première place dans une émission musicale, soit cinq ans après leur début. Jamais un groupe n'a mis autant de temps pour gagner. Par la suite, NU'EST W devient seulement le quatrième groupe de KPOP à vendre 200 000 copies en une semaine ainsi que la seule sous-unité.
Le 23 décembre, ils contribuent pour la première fois à la bande-son d'un drama coréen.
Le 25 juin 2018, les NU'EST W font leur comeback avec leur deuxième mini-album Who, You, avec le titre Dejavu comme chanson principale.
Le 26 novembre 2018, ils sortent leur dernier mini-album Wake, N, la chanson Help Me est le titre phare de ce comeback.
Ces deux comeback ont été un succès ce qui a permis au groupe de gagner la première place dans les émissions musicales telles que M Countdown ou Music Bank.

### 2019 - en ce moment:Happily Ever After,The TableetThe Nocturne
Le début de l'année 2019 est marqué par le retour de Minhyun au sein du groupe ainsi que par le renouvellement du contrat des cinq membres avec la Pledis Entertainment.
Le 15 mars 2019, ils sortent un single A Song For You pour fêter leur septième anniversaire.
Le 3 avril 2019, Minhyun sort un titre solo nommé Universe dont le clip a été filmé à Budapest et Milan. Entre le 12 et 14 avril, le groupe réalise son premier concert en solo à Séoul devant plus de 36 000 spectateurs. Leur sixième mini-album sort le 29 avril avec la chanson Bet Bet en titre phare, leur nouvel album s'intitule Happily Ever After. La sortie de cet album permet à NU'EST de gagner pour la première fois la première place dans les émissions musicales Show Champion, M!Countdown et Music Bank.
Le 21 octobre 2019, le septième mini-album The Table est sortie avec la chanson Love Me comme titre phare. Ce comeback est un succès, car pour la première fois, ils gagnent la première place dans les cinq plus grandes émissions musicales.
En avril 2020, il est annoncé que Ren a le rôle principal dans la version coréenne de la comédie musicale Everybody’s Talking About Jamie. Les représentations auront lieu à partir du mois de juillet.
Leur premier comeback de l'année 2020 a lieu le 11 mai 2020, lors de la sortie de leur clip-vidéo I'm in trouble. Leur 8e EP s'intitule The Nocturne. En avril 2021, ils sortent leur 2ème album complet "Romanticize" avec comme chanson phare Inside Out.

## Membres
| Nom de scène | Nom de scène | Nom de naissance | Nom de naissance | Date de naissance | Nationalité            | Position                                          |
| Romanisé     | Coréen       | Romanisé         | Coréen           | Date de naissance | Nationalité            | Position                                          |
| ------------ | ------------ | ---------------- | ---------------- | ----------------- | ---------------------- | ------------------------------------------------- |
| Aron         | 아론         | Aaron Kwak       | 곽아론           | 21 mai 1993       | Sud-coréano/ Américain | Chanteur, rappeur, danseur, hyung (le plus vieux) |
| JR           | 제이알       | Kim Jong Hyun    | 김종현           | 8 juin 1995       | Sud-coréen             | Leader, rappeur, danseur                          |
| Baekho       | 백호         | Kang Dong Ho     | 강동호           | 21 juillet 1995   | Sud-coréen             | Chanteur, danseur                                 |
| Minhyun      | 민현         | Hwang Min Hyun   | 황민현           | 9 août 1995       | Sud-coréen             | Chanteur, danseur                                 |
| Ren          | 렌           | Choi Min Ki      | 최민기           | 3 novembre 1995   | Sud-coréen             | Chanteur, danseur, maknae (le plus jeune)         |

## Discographie

### Albums studios
| Titre                                                                              | Détails de l'album                                                                                        | Meilleures positisddons | Meilleures positisddons | Ventes                 |
| Titre                                                                              | Détails de l'album                                                                                        | COR                     | JPN                     | Ventes                 |
| Coréen                                                                             | Coréen | Coréen                  | Coréen                  | Coréen                 |
| ---------------------------------------------------------------------------------- | --- | ----------------------- | ----------------------- | ---------------------- |
| Re:Birth                                                                           | - Date de sortie : 9 juillet 2014 - Label : Pledis Entertainment - Formats : CD, téléchargement numérique | 5                       | —                       | - COR : plus de 13 308 |
| Japonais                                                                           | |                         |                         |                        |
| Bridge the World                                                                   | - Date de sortie : 18 novembre 2015 - Label : Ariola Japan (en) - Formats : CD, téléchargement numérique  | —                       | 7                       | - JPN : plus de 22 754 |
| "—" signifie que l'album ne s'est pas classé ou n'est pas sorti dans cette région. | |                         |                         |                        |

### Compilation
| Titre                                                                              | Détails de l'album                                                                                 | Meilleures positions | Meilleures positions | Ventes                |
| Titre                                                                              | Détails de l'album                                                                                 | COR                  | JPN                  | Ventes                |
| Japonais                                                                           | Japonais                                                                                           | Japonais             | Japonais             | Japonais              |
| ---------------------------------------------------------------------------------- | -------------------------------------------------------------------------------------------------- | -------------------- | -------------------- | --------------------- |
| NU'EST Best in Korea                                                               | - Date de sortie : 30 juillet 2014 - Label : Ariola Japan - Formats : CD, téléchargement numérique | —                    | 13                   | - JPN : plus de 7 132 |
| "—" signifie que l'album ne s'est pas classé ou n'est pas sorti dans cette région. | |                      |                      |                       |

### Mini-albums (EPs)
| Action                                                                             | - Date de sortie : 11 juillet 2012 - Label : Pledis Entertainment - Formats : CD, téléchargement numérique | 4 | 153 | - COR : plus de 20 770 - JPN : plus de 1 196 |
| Hello                                                                              | - Date de sortie : 13 février 2013 - Label : Pledis Entertainment - Formats : CD, téléchargement numérique | 3 | 141 | - COR : plus de 14 249 - JPN : plus de 1 303 |
| Sleep Talking                                                                      | - Date de sortie : 22 août 2013 - Label : Pledis Entertainment - Formats : CD, téléchargement numérique    | 8 | 137 | - COR : plus de 13 825 - JPN : plus de 1 069 |
| Q Is.                                                                              | - Date de sortie : 17 février 2016 - Label : Pledis Entertainment - Formats : CD, téléchargement numérique | 5 | —   | - COR : plus de 8 988                        |
| Canvas                                                                             | - Date de sortie : 29 août 2016 - Label : Pledis Entertainment - Formats : CD, téléchargement numérique    | 3 | —   | - COR : plus de 6 359                        |
| "—" signifie que l'album ne s'est pas classé ou n'est pas sorti dans cette région. | |   |     |                                              |
| Happily Ever After                                                                 | - Date de sortie : 29 avril 2019 - Label : Pledis Entertainment - Formats : CD, téléchargement numérique   | 1 | —   | - COR : plus de 247 640                      |

### Singles
| Titre                                                                                 | Année  | Meilleures positions | Meilleures positions | Meilleures positions | Meilleures positions | Meilleures positions | Ventes                                              | Album              |
| Titre                                                                                 | Année  | COR Gaon,            | COR Billboard        | JPN Oricon           | JPN Billboard        | US World             | Ventes                                              | Album              |
| Coréen                                                                                | Coréen | Coréen               | Coréen               | Coréen               | Coréen               | Coréen               | Coréen                                              | Coréen             |
| ------------------------------------------------------------------------------------- | ------ | -------------------- | -------------------- | -------------------- | -------------------- | -------------------- | --------------------------------------------------- | ------------------ |
| "Face"                                                                                | 2012   | 62                   | 50                   | —                    | —                    | —                    | - COR : plus de 23 108 - COR (DL) : plus de 196 908 | Face (single)      |
| "Action"                                                                              | 2012   | 77                   | 99                   | —                    | —                    | —                    | - COR (DL) : plus de 48 954                         | Action             |
| "Hello"                                                                               | 2013   | 51                   | 45                   | —                    | —                    | —                    | - COR (DL) : plus de 89 067                         | Hello              |
| "Sleep Talking"                                                                       | 2013   | 92                   | 59                   | —                    | —                    | —                    | - COR (DL) : plus de 35 127                         | Sleep Talking      |
| "Good Bye Bye"                                                                        | 2014   | 161                  | —                    | —                    | —                    | 19                   |                                                     | Re:Birth           |
| "I'm Bad"                                                                             | 2015   | 220                  | —                    | —                    | —                    | —                    | - COR : plus de 5 000                               | I'm Bad (single)   |
| "Overcome"                                                                            | 2016   | —                    | —                    | —                    | —                    | 5                    |                                                     | Q Is.              |
| "Love Paint (Every Afternoon)"                                                        | 2016   | 71                   | —                    | —                    | —                    | 22                   |                                                     | Canvas             |
| "Daybreak"                                                                            | 2016   | 91                   | —                    | —                    | —                    | —                    |                                                     | Canvas             |
| "A Song for You" (노래 제목)                                                          | 2019   | 48                   | —                    | —                    | —                    | —                    |                                                     | Single sans album  |
| "Bet Bet"                                                                             | 2019   | 13                   | 2                    | —                    | —                    | —                    |                                                     | Happily Ever After |
| Japonais                                                                              |        |                      |                      |                      |                      |                      |                                                     |                    |
| "Shalala Ring"                                                                        | 2014   | —                    | —                    | 16                   | 44                   | —                    | - JPN : plus de 8 282                               | Bridge the World   |
| "Na.Na.Na.Namida"                                                                     | 2015   | —                    | —                    | 7                    | 15                   | —                    | - JPN : plus de 23 192                              | Bridge the World   |
| "Bridge the World"                                                                    | 2015   | —                    | —                    | —                    | —                    | —                    |                                                     | Bridge the World   |
| "—" signifie que le morceau ne s'est pas classé ou n'est pas sorti dans cette région. |        |                      |                      |                      |                      |                      |                                                     |                    |

### Collaborations
| \| \| \| \| \| \| \| \| \| \| \| \| \| \| \| Titre | Année | Artiste(s)     | Membre(s)       |
| -------------------------------------------------- | ----- | -------------- | --------------- |
| Someone Is You                                     | 2010  | Happy Pledis   | Baekho, JR, Ren |
| Love Letter                                        | 2011  | Happy Pledis   | Tous            |
| Dashing Through the Snow In High Heels             | 2012  | Orange Caramel | Tous            |
| Heaven                                             | 2017  | Seventeen      | Tous            |
|                                                    |       |                |                 |
|                                                    |       |                |                 |
|                                                    |       |                |                 |
|                                                    |       |                |                 |

## Vidéographie

### Apparitions dans des clips vidéos
| Titre                               | Année | Artiste(s)     | Membre(s)        |
| ----------------------------------- | ----- | -------------- | ---------------- |
| "Wonder Boy"                        | 2011  | A.S. Blue      | Tous             |
| "Love Letter"                       | 2011  | Happy Pledis   | Tous             |
| "Venus"                             | 2012  | Hello Venus    | Tous             |
| "Dashing In the Snow In High Heels" | 2012  | Orange Caramel | Tous             |
| "My Copycat"                        | 2014  | Orange Caramel | Baekho & Minhyun |

## Filmographie
| Année | Titre                | Type          | Membre(s)        |
| ----- | -------------------- | ------------- | ---------------- |
| 2012  | Jeon Woo Chi         | Drama         | Baekho, Ren      |
| 2013  | Longman Express      | Drama chinois | Ren              |
| 2013  | Reckless Family      | Sitcom        | Minhyun, Ren     |
| 2014  | Momo Salon           | Web Drama     | Minhyun          |
| 2014  | Trot Lovers          | Drama         | Minhyun          |
| 2015  | The Solitary Gourmet | Drama chinois | JR, Ren          |
| 2016  | Their Distance       | Film japonais | JR, Minhyun, Ren |

## Récompenses et nominations

### Golden Disk Awards
| Année | Titre               | Travail nommé | Résultat   |
| ----- | ------------------- | ------------- | ---------- |
| 2013  | Best Single         | "Face"        | Nomination |
| 2013  | Most Popular Artist | NU'EST        | Nomination |
| 2013  | New Rising Star     | NU'EST        | Nomination |

### Seoul Music Awards
| Année | Titre             | Travail nommé | Résultat   |
| ----- | ----------------- | ------------- | ---------- |
| 2013  | Best Rookie Award | NU'EST        | Nomination |
| 2013  | Popularity Award  | NU'EST        | Nomination |

### Autres récompenses
| Année | Cérémonie                     | Titre                | Travail nommé | Résultat |
| ----- | ----------------------------- | -------------------- | ------------- | -------- |
| 2012  | Arirang's Simply K-Pop Awards | Super Rookie Idol    | NU'EST        | Lauréat  |
| 2015  | Migu Music Awards             | Best Potential Group | NU'EST        | Lauréat  |